# Командсхоф
Командсхоф (нидерл. Coomanshof) — хофье в Харлеме, Нидерланды.
Был назван в честь одноимённой купеческой гильдии, которая существовала с 1407 года. Маленький купеческий домик датируется 1644 годом. Хофье вырос вокруг него. Святым покровителем был Николай Чудотворец, который также был патроном Амстердама. Когда гильдия прекратила своё существование в 1789 году в связи в приходом Наполеона, хофье был сдан в аренду, и в 1854 году продан.
Когда в 1871 году местный архивариус Адриан Энсхеде купил его, он снёс одиннадцать маленьких построек, но сохранил дом гильдии, так как он был нужен для его сада.